# N. Raghavan
N. Raghavan (Nedyam Raghavan; * 23. Juni 1900; † 1977 in Shoranur, Distrikt Palakkad, Kerala) war ein indischer Diplomat.

## Leben
N. Raghavan war von 1928 bis 1947 war er Barrister in British Malaya, wo er Mitglied der Indian Independence League war. Er war Mitglied des Council of Action of Indian Independence Movement.
Er war Minister für Finanzen und Staatshaushalt in der Regierung von Azad Hind. Von 1947 bis 1948 war er Generalkonsul in Djakarta. Von 1948 bis 1950 war er Botschafter in Prag. Von 1950 bis 1951 war er Botschafter in Brüssel und Gesandter in Luxemburg. Von 1951 bis 1952 war er Botschafter in Bern sowie beim Heiligen Stuhl und der alliierten Kommission für Österreich in Wien akkreditiert. Von 26. September 1952 bis 2. Oktober 1955 war er Botschafter in Peking. In seiner Amtszeit vereinbarten die Regierungen von Indien und China den Panchsheel Treaty (Sanskrit, panch:fünf, sheel:Tugend), die friedliche Koexistenz, wozu auch die Besetzung Tibets gezählt wird. Von 1956 bis 1959 war er Botschafter in Buenos Aires und war bei der Regierung in Santiago de Chile akkreditiert.
Von Juni 1959 bis 1961 war er Botschafter in Paris. 1963 machte er eine Vorlesungsreise durch Malaysia und Ceylon. Von 1964 bis 1965 hielt er Vorlesungsreisen in den Vereinigten Staaten von Amerika, Japan und Südostasien.

## Veröffentlichungen
- India and Malaya A Study, 1954

| Vorgänger                 | Amt                                                                    | Nachfolger            |
| ------------------------- | ---------------------------------------------------------------------- | --------------------- |
| —                         | indischer Botschafter in Prag 27. Juli 1948 bis 31. Januar 1950        | Jagan Nath Khosla     |
| —                         | indischer Botschafter in Brüssel 1950 bis 1951                         | Parakat Achutha Menon |
| Dhirajlal Bhulabhai Desai | indischer Botschafter in Bern 1951 bis 26. September 1952              | Asaf Ali              |
| K. Madhava Panikkar       | indischer Botschafter in Peking 26. September 1952 bis 2. Oktober 1955 | Ratan Kumar Nehru     |
| C. P. Ramaswami Iyer      | indischer Botschafter in Buenos Aires 1956 bis 1959                    | Parakat Achutha Menon |
| K. Madhava Panikkar       | indischer Botschafter in Paris 1959 bis 1961                           | Ali Yavar Jung        |